# Dender Football Complex
Het Dender Football Complex is een stadion te Denderleeuw met een capaciteit van 6.429 plaatsen. De gemeentelijke feestzaal "Lindeveld" is er ook gelegen. Tot 2011 was de naam Florent Beeckmanstadion en daarna tot 2022 Vanroystadion.
In 2007-2008 werd het stadion gerenoveerd. De lichtcapaciteit van het stadion is 4 x 1400 lux aan 30m hoge verlichtingstorens.
FC Dender besliste, nu het in de Challenger Pro League (1B) van start gaat, om de naam van zijn stadion en aanpalende terreinen te herdopen en er een nieuwe naam aan toe te kennen. Het 'Van Roystadion' werd vanaf augustus 2022 het 'Dender Football Complex'.